# Diamond T Motor Car Company

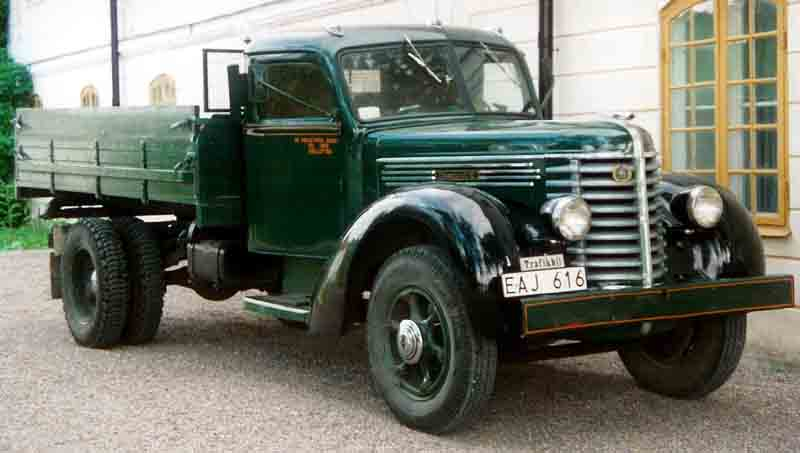
Diamond T vrachtwagen uit 1937

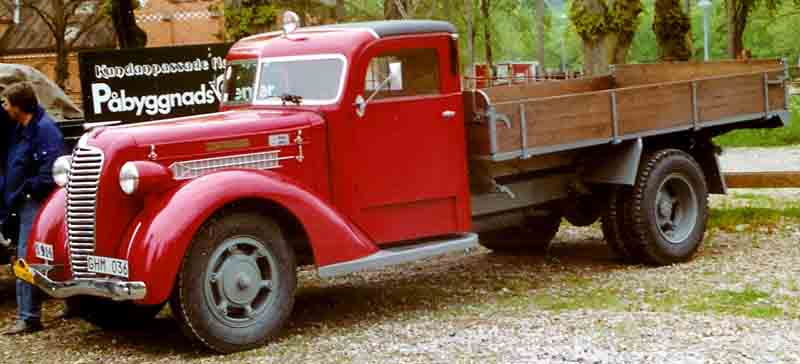
Diamond T vrachtwagen uit 1937

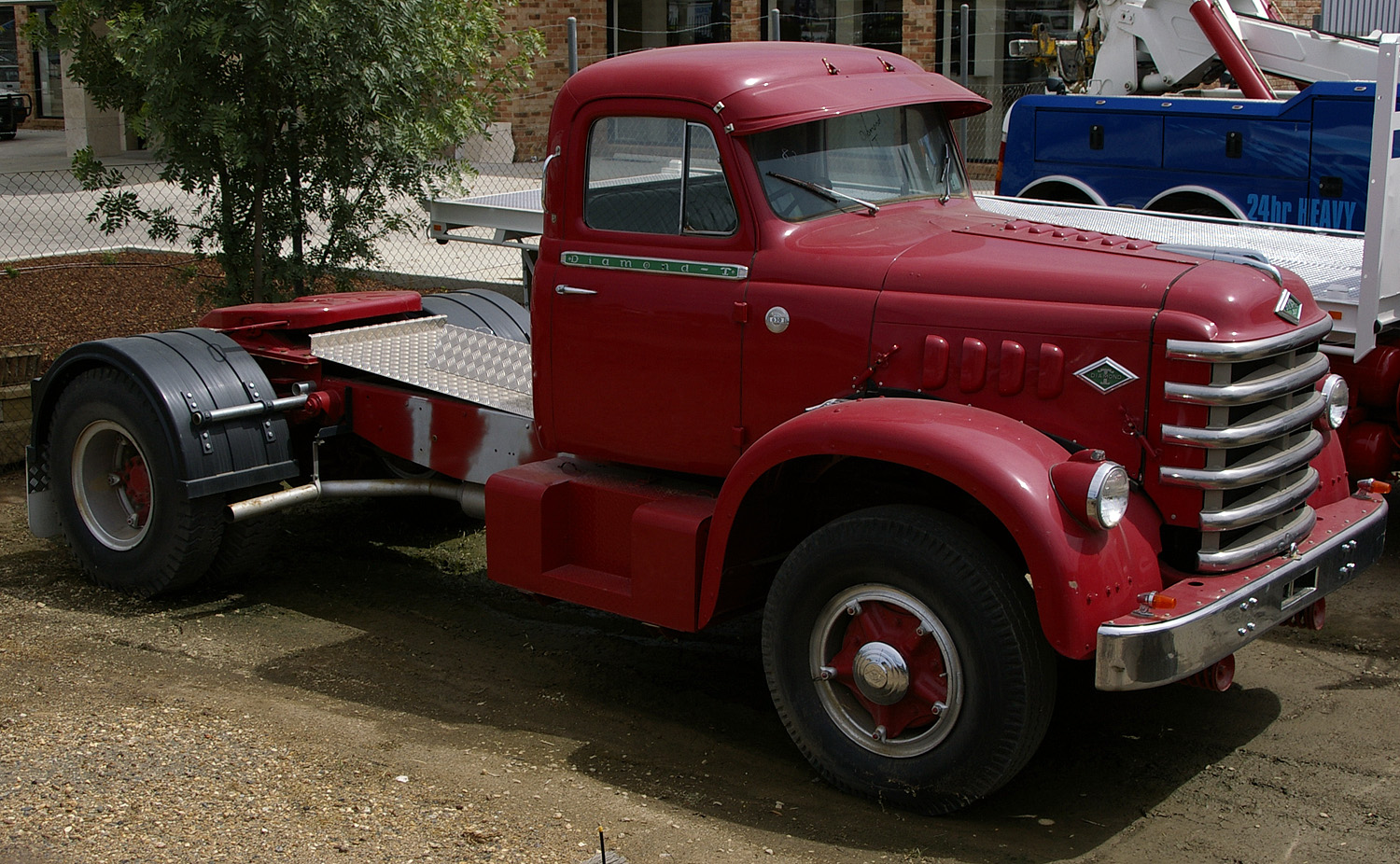
Diamond T vrachtwagen uit 1958

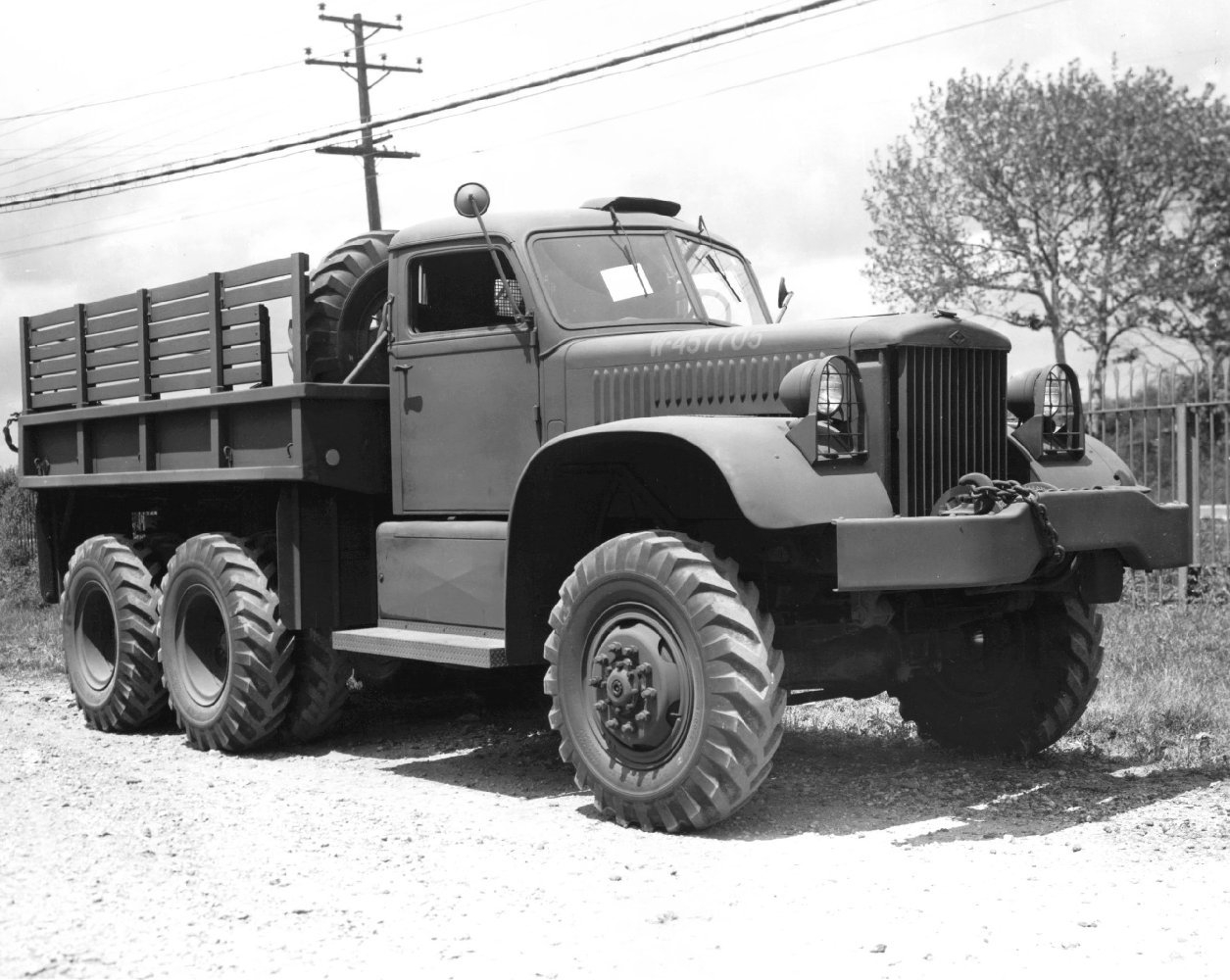
Diamond 4-ton Truck

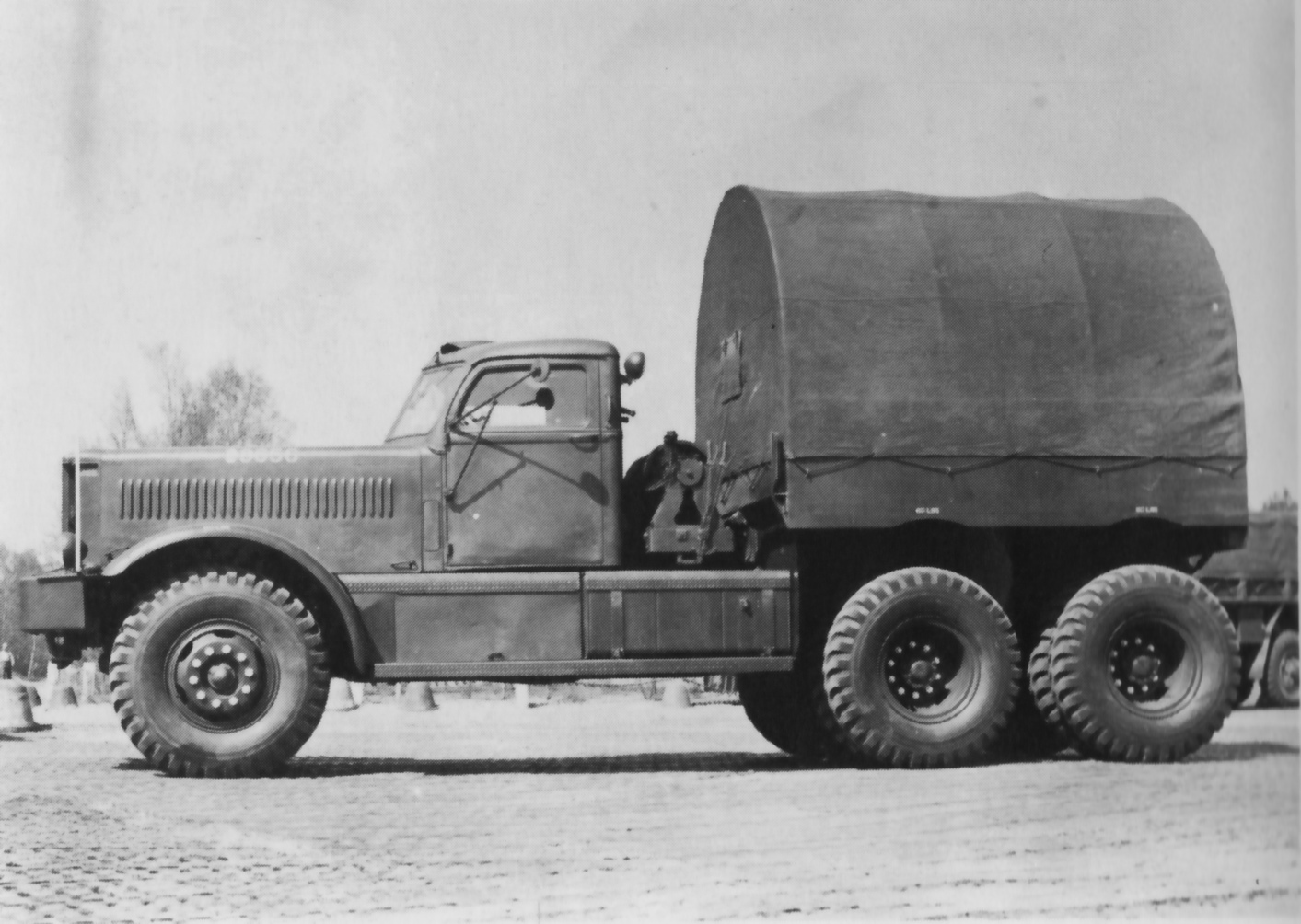
Diamond T 980/981

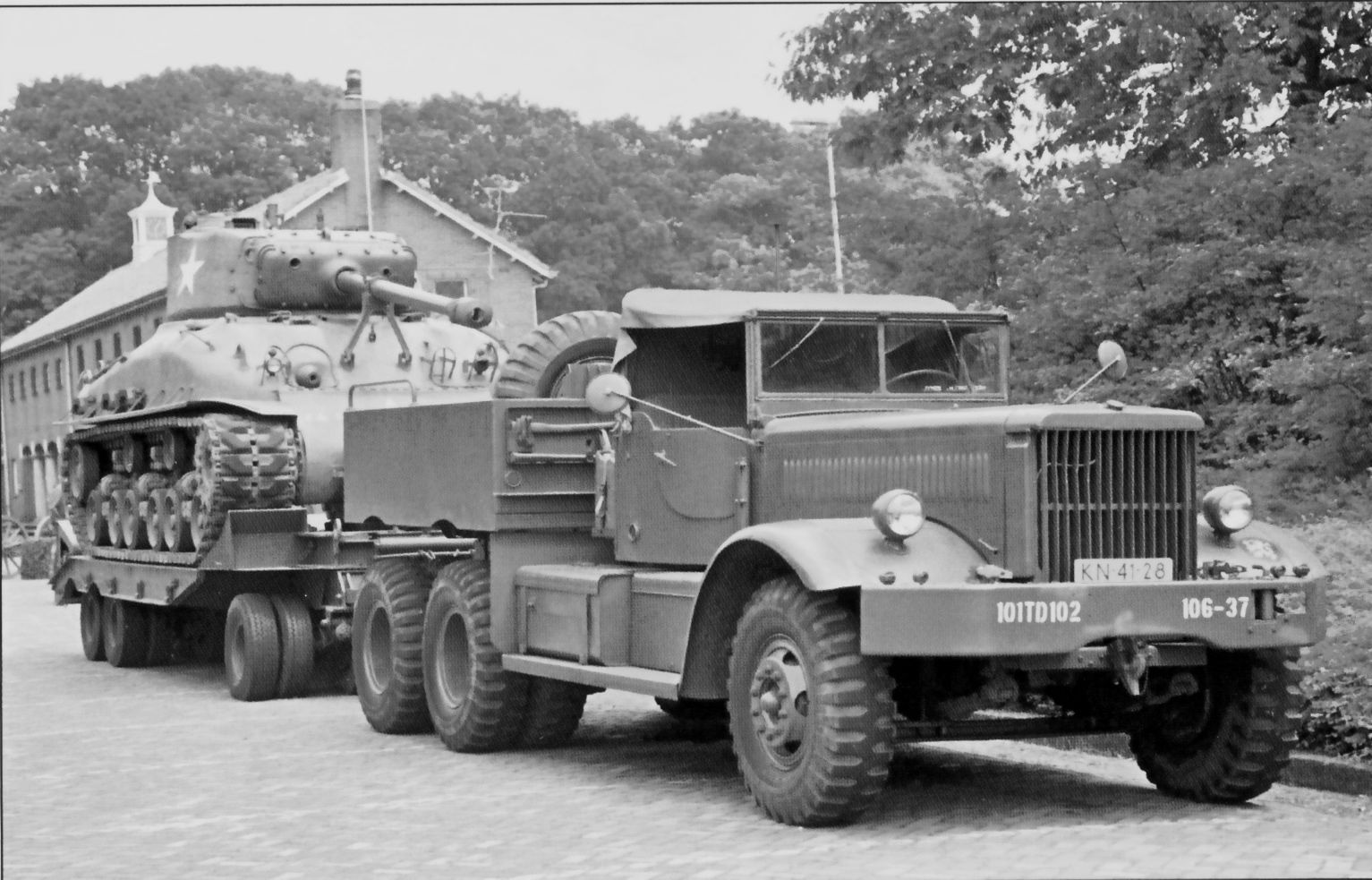
De combinatie Diamond T Model 981 Soft Top met M9 Rogers aanhangwagen als M-20 Tanktransporter

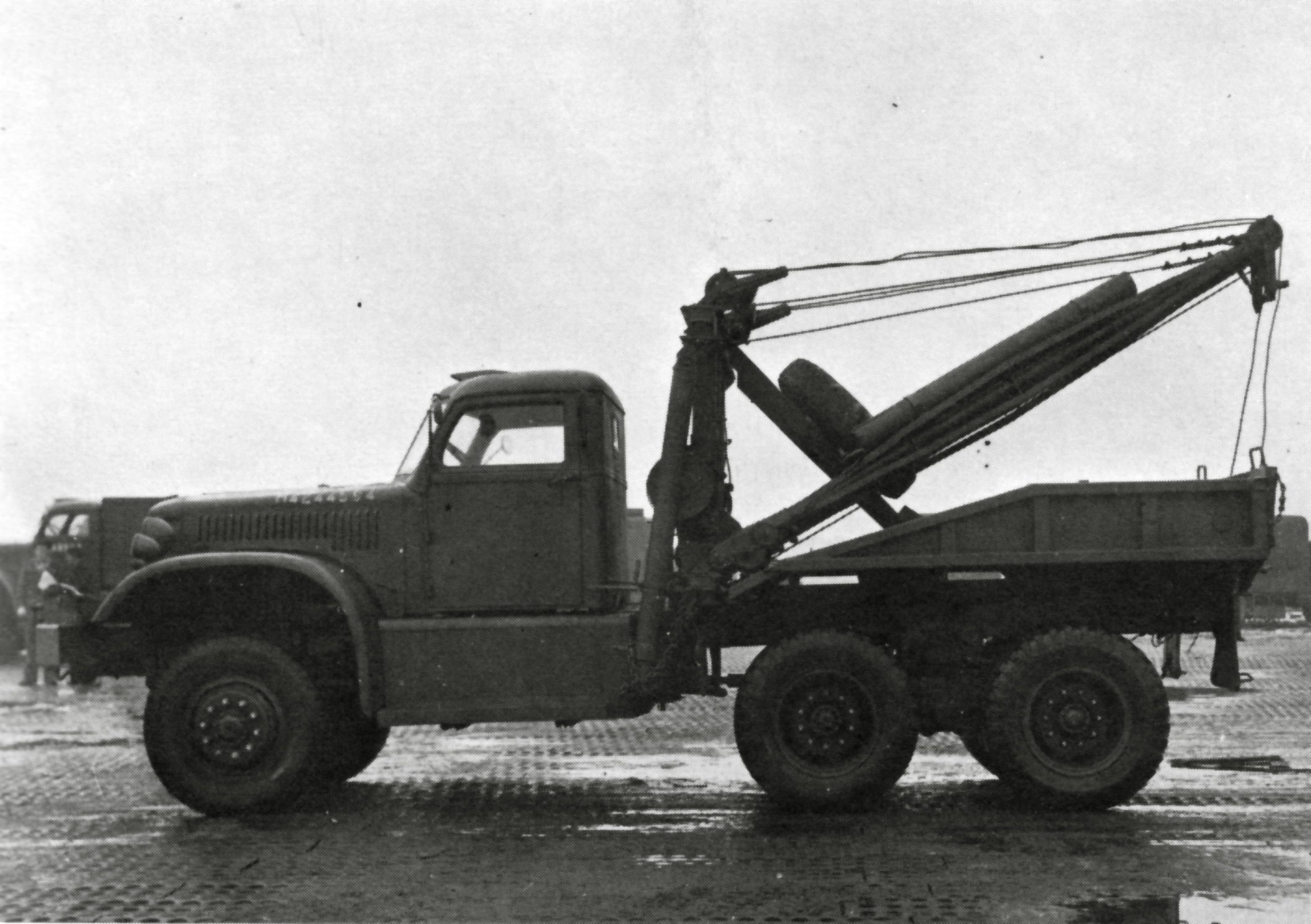
Diamond T Wrecker uit 1941

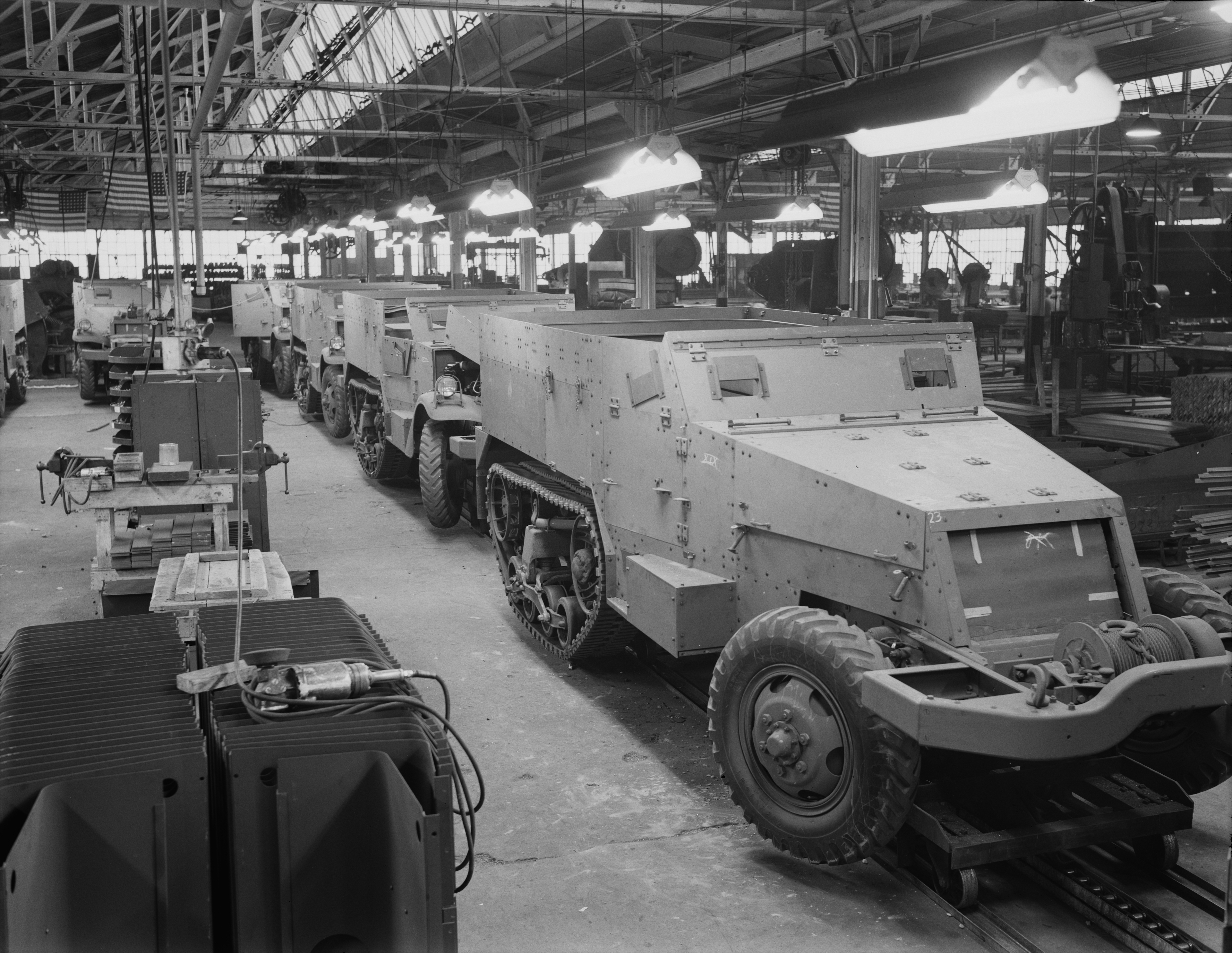
Diamond T M2 Halftrack

De Diamond T Motor Car Company was een producent van personenwagens (tot 1910) en vrachtwagens (van 1910 tot 1966) in Chicago (Illinois), Verenigde Staten.

## De grondlegger
De vader van de grondlegger, Joseph Edward Tilt, werd geboren op 29 oktober 1843 en is overleden op 28 september 1930, zijn moeder Sarah B. Thompson, is geboren in de Verenigde Staten in 1854; de datum van haar overlijden is onbekend. Joseph kwam in 1871 vanuit Ierland naar de Verenigde Staten en is daar genaturaliseerd. Hun zoon, Charles Arthur Tilt, de grondlegger zelf, werd geboren in juni 1877. Hij groeide op in Chicago, waar zijn vader schoenen en laarzen fabriceerde, die hij verkocht in zijn eigen winkels onder de merknaam "Diamond T", met ongeveer 150 medewerkers. Het bijbehorend logo bevatte de 'Diamant' voor de kwaliteit en de 'T' voor Tilt.
Charles A. Tilt begon in 1896 in de schoenfabriek van zijn vader. Na acht jaar in allerlei banen gewerkt te hebben, keerde hij op vierentwintigjarige leeftijd terug naar Chicago om te werken voor Charles W. Knight, uitvinder van de beroemde Silent Knight motor. Knight was een zakenrelatie van vader Joseph en huurde een deel van een gebouw naast de schoenenfabriek. Charles was in 1904 en 1905 werkzaam voor Charles Knight en leerde daar het technische vak. In de herfst van 1905 begon hij zijn eigen bedrijf, een machinefabriekje van één verdieping hoog aan de achterkant van de schoenenfabriek. Met besef van marketing gebruikte hij hetzelfde logo als zijn vader bij de oprichting van zijn eigen Diamond T Motor Car Company.
Er zijn een aantal interessante verhalen over de financiële ondersteuning van Tilts start in het bedrijfsleven. Met zijn vader stond hij niet op beste voet op dat moment. Een artikel in de pers uit die tijd vermeldt dat hij met US$ 1000 eigen spaargeld zijn bedrijf startte. Een andere bron meldt dat hij begon met geld, dat hij had gekregen van zijn moeder.
Hij trok zich in 1946 uit het bedrijf terug en overleed in 1956.

## Het bedrijf
In 1905 begon Diamond T Motor Car Company of Chicago als bouwer maker personenauto's. Tussen 1905-1910 alleen met de hand en naar wens van de klant. De auto's waren van een roadster-type met een viercilindermotor en werden alleen lokaal in Chicago verkocht. De eerste Diamond T vrachtwagen werd gebouwd voor L. Wolff Manufacturing Co., een groot loodgietersbedrijf. Deze truck was net als alle andere Diamond T producten geassembleerd, dat wil zeggen samengesteld uit onderdelen die door andere fabrikanten dan Diamond T geproduceerd werden. "Old No 1", zoals de truck nu genoemd wordt, had een viercilinder Continental benzinemotor, Timken assen, Brown Lipe versnellingsbak en een AO Smith chassis. Hij had kettingaandrijving, zoals toen gebruikelijk was. Dat de bouwkwaliteit hoog was blijkt uit het feit dat deze truck tot ver in de jaren 30 in gebruik is geweest.
Het bedrijf was eerst alleen lokaal actief, maar in 1915 werd er een beperkte dealerorganisatie opgezet. Het bedrijf groeide daarmee uit tot een landelijke fabrikant. In 1917 werd er een nieuwe en veel grotere fabriek gebouwd in Chicago. De vrachtwagens werden daar op een lopende band gebouwd.

### Eerste Wereldoorlog
Tijdens de Eerste Wereldoorlog kreeg Diamond T een order om 1500 vrachtwagens van het Model B voor het Amerikaanse leger te bouwen. Uiteindelijk zijn er 638 exemplaren gebouwd in 1918 en 1919. Na de wapenstilstand werden de openstaande orders geannuleerd. Deze vrachtwagen maakte gebruik van een benzinemotor die was ontwikkeld door Ing. C.C. Hinkley. Na de oorlog gebruikte Diamond T deze Hinkley viercilindermotoren ook in civiele vrachtwagens.

### Tijdens hetInterbellum
In 1919 startte men een actieve campagne om de dealerorganisatie landelijk nog verder uit te breiden. De grote depressie van de jaren 30 remde dit streven af, maar het bedrijf bleef toch groeien.
In de jaren 20 werden verschillende technische innovaties en stylingveranderingen ontwikkeld. Een gesloten cabine met drie-punts rubber ophanging werd geïntroduceerd in 1923. Er kwam een totale restyling in 1926 met elektrische verlichting ter vervanging van carbidlampen. De massieve rubberbanden werden vervangen door luchtbanden. In 1927 en 1928 paste Diamond T zijn ontwerpen wederom drastisch aan. De vrachtwagens veranderden van logge, lompe maar onverwoestbare constructies naar een meer modern ontwerp. Deze nieuwe vrachtwagens hadden Hercules zescilindermotoren, hydraulische remmen op alle wielen, volledig gesloten cabines, waren lichter en dus veel sneller. Vormgeving werd een belangrijk verkoopargument. De vrachtwagens werden ook niet meer geadverteerd als The Nation's Freight Car, maar als De mooiste truck in Amerika en werden ook wel de Cadillac onder de trucks genoemd. Mede doordat er alleen nog maar trucks werden gebouwd, werd het bedrijf een van de drie grootste onafhankelijke truckfabrikanten. Diamond T's beste jaar was 1936, toen er 8750 nieuwe voertuigen werden gebouwd.

### Tweede Wereldoorlog
Tijdens de Tweede Wereldoorlog werd de fabriek weer ingezet in de oorlogsproductie en werden er, op basis van het civiele model Diamond T 980/981, vier militaire modellen in meerdere varianten gebouwd:
- De Diamond T 4-tons vrachtauto.
- De Diamond T M-20 tanktransporter
- De Diamond T Wrecker kraanwagen
- De Diamond T M2/M3 half-track

Aangezien deze voertuigen via de Lend-Lease act ook geleverd zijn aan de geallieerde landen en het feit dat veel van deze voertuigen, na de oorlog, door het Amerikaanse leger in dumps achtergelaten werden, kreeg Diamond T een internationale bekendheid. Er werden in de oorlog meer dan 50.000 zware militaire voertuigen geproduceerd, die tot ver na de oorlog zijn gebruikt.

### Naoorlogse jaren
Na de oorlog werd de productie voor civiele afnemers weer opgenomen tot 1958. In dat jaar werd Diamond T overgenomen door de White Motor Company, de Chicago-afdeling bleef daarna nog als zelfstandige divisie doordraaien. In 1966 fuseerde de fabriek met een andere White divisie, Reo, en dit nieuw ontstane bedrijf ging vervolgens door als Diamond Reo. Daarmee verdween Diamond T Motor Car Company als zelfstandig merk voorgoed.
In de totale 51-jarige geschiedenis als zelfstandig bedrijf werden er ongeveer 250.000 vrachtwagens gebouwd.

## Nederland
Import van de Diamond T gebeurde vanaf 1931 door fa. Adr. Beers te Den Haag. Na 1939 gebeurde dit door dezelfde firma, maar vanaf toen gevestigd te Rijswijk. Na de overstap op de import van Scania-Vabis verdween het merk rond 1955 uit het assortiment.
Direct na de Tweede Wereldoorlog was er grote behoefte aan transportauto's. Door de geallieerden achtergelaten militaire vrachtwagens werden aan transporteurs ter beschikking gesteld, waaronder wagens van het merk Diamond T. Meestal betroffen het vrachtwagens voor zwaar transport, wagens voor bergingswerkzaamheden, grondboringen enz. 

## Modellenoverzicht

### Personenauto's
- Diamond T 20HP
- Diamond T 40HP
- Diamond T 70HP

### Vrachtauto's
Lichte Vrachtauto's (tot 1932)
- Diamond T 200 (4x2)
- Diamond T 215 (4x2)
- Diamond T 290 (4x2)
- Diamond T 303 (4x2) – ook als trekker voor zwaar transport
- Diamond T 506 (4x2)
- Diamond T 551 (4x2)

Lichte vrachtauto's (vanaf 1932)
- Diamond T 11 (4x2)
- Diamond T 80 (4x2)
- Diamond T 90 (4x2)
- Diamond T 201 (4x2)
- Diamond T 211 (4x2)
- Diamond T 212/212A (4x2) – ook als trekker voor zwaar transport
- Diamond T 220 (4x2)
- Diamond T 227 (4x2)
- Diamond T 244 (4x2)
- Diamond T 301 (4x2)
- Diamond T 304 (4x2)
- Diamond T 306 (4x2)

Middelzware vrachtauto's (tot 1932)
- Diamond T 504 (4x2)
- Diamond T 602 (4x2) – ook als trekker voor zwaar transport
- Diamond T 606 (4x2)
- Diamond T 700 (4x2)
- Diamond T 801 (6x4)

Middelzware vrachtauto's (vanaf 1932)
- Diamond T 404 (4x2)
- Diamond T 405 (4x2)
- Diamond T 406 (4x2)
- Diamond T 420 (4x2)
- Diamond T 430 (4x2)
- Diamond T 509 (4x2) – ook als bus
- Diamond T 612 (4x2)
- Diamond T 614 (4x2) – ook als bus
- Diamond T 622 (4x2)
- Diamond T 630 (4x2)
- Diamond T 631 (4x2)

Zware vrachtauto's (tot 1932)
- Diamond T 1000 (4x2)
- Diamond T 1200 (6x4)
- Diamond T 1600 (6x4)
- Diamond T 1601 (6x4)

Zware vrachtauto's (vanaf 1932)
- Diamond T 689/689A (6x4)
- Diamond T 690 (6x4)
- Diamond T 901 (6x4)
- Diamond T 910 (6x4)
- Diamond T 921 (6x4)
- Diamond T 922 (6x4)
- Diamond T 923 (6x4)
- Diamond T 931 (6x4)
- Diamond T 950 (6x4)

### Militaire voertuigen
Vrachtauto's (vanaf 1917)
- Diamond T Class B "Liberty“ – eerste legertruck

Vrachtauto's (vanaf 1940)
- Diamond T 967 (6x6) – voorloper van de Diamond T 968 (totaal 1000 stuks)

Vrachtauto's (vanaf 1941)
- Diamond T 968/968A/968B (6x6) – standaard vrachtauto
- Diamond T 969/969A/969B (6x6) – takelwagen versie van de Diamond T 968
- Diamond T 970/970A (8x8) – versie van de Diamond T 968 met lange wielbasis
- Diamond T 972 (6x6) – kiepwagenversie van de Diamond T 968
- Diamond T 975/975A (6x6) – versie van de Diamond T 968 met lange wielbasis en meer vermogen voor het Canadese Leger

Zwaartransport trekkers (vanaf 1941)
- Diamond T 980 (6x4) – tanktransporter – later Diamond T M20 genoemd
- Diamond T 981 (6x4) – tanktransporter – alleen in details afwijkend van Diamond T M20

Halftracks (vanaf 1940)
- Diamond T M2 Halftrack - (White M2) in diverse varianten
- Diamond T M3 Halftrack - (Diamond T T19) in diverse varianten

Civiele vrachtauto's (vanaf 1953)
- Diamond T M54 (6x6) – ook gebouwd door International Harvester, Mack Trucks en later door AM General in de M51 versie (kiepwagen) en M52 versie (trekker voor opleggers) gebouwd.